# Tjilpende kikkers
Tjilpende kikkers (Crinia) zijn een geslacht van kikkers uit de familie Australische fluitkikkers (Myobatrachidae). De groep werd voor het eerst wetenschappelijk beschreven door Johann Jakob von Tschudi in 1838. Oorspronkelijk werd de wetenschappelijke naam Ranidella gebruikt.
Er zijn zeventien soorten inclusief de pas in 2012 beschreven soort Crinia flindersensis. Alle soorten komen voor in Australië en zuidelijk Nieuw-Guinea.

## Taxonomie
Geslacht Crinia
- Soort Crinia bilingua
- Soort Crinia deserticola
- Soort Crinia fimbriata
- Soort Crinia flindersensis
- Soort Crinia georgiana
- Soort Crinia glauerti
- Soort Crinia insignifera – Tjilpende kikker
- Soort Crinia nimbus
- Soort Crinia parinsignifera
- Soort Crinia pseudinsignifera
- Soort Crinia remota
- Soort Crinia riparia
- Soort Crinia signifera
- Soort Crinia sloanei
- Soort Crinia subinsignifera
- Soort Crinia tasmaniensis
- Soort Crinia tinnula

Arenophryne · 
Assa · 
Crinia · 
Geocrinia · 
Metacrinia · 
Mixophyes · 
Myobatrachus · 
Paracrinia · 
Pseudophryne · 
Rheobatrachus · 
Spicospina · 
Taudactylus · 
Uperoleia